# Los Angeles Football Club 2020
Questa voce raccoglie le informazioni riguardanti il Los Angeles FC nelle competizioni ufficiali della stagione 2020.

## Stagione
Quella del 2020 è la terza stagione in Major League Soccer del Los Angeles Football Club. La stagione inizia con l'esordio in Champions League e la squadra concentra le proprie energie nella competizione, rimanendo indietro in campionato. Difatti, arriva in finale di Champions League, perdendo 2-1 contro il Tigres UANL, e in campionato arriva a stento nella zona play-off grazie al dodicesimo posto.

## Organigramma societario
Di seguito l'organigramma societario.
Area direttiva
- Proprietario: Larry Berg
- Presidente: Tom Penn
- Presidente esecutivo: Peter Guber
- Vicepresidente esecutivo: Henry Nguyen
- General Manager: John Thorrington
- Direttore sportivo: Mike Sorber

Area tecnica
- Allenatore: Bob Bradley
- Allenatore in seconda: Ante Razov
- Allenatore in seconda: Kenya Arena
- Preparatore dei portieri: Zak Abdel

## Organico

### Rosa 2020
Aggiornata al 2020.
| N. |                        | Ruolo | Calciatore             |
| -- | ---------------------- | ----- | ---------------------- |
| 1  | Paesi Bassi (bandiera) | P     | Kenneth Vermeer        |
| 2  | Stati Uniti (bandiera) | D     | Jordan Harvey          |
| 3  | Senegal (bandiera)     | D     | Mohamed Traore         |
| 4  | Colombia (bandiera)    | D     | Eddie Segura           |
| 5  | Canada (bandiera)      | D     | Dejan Jaković          |
| 7  | Ghana (bandiera)       | C     | Latif Blessing         |
| 8  | Uruguay (bandiera)     | C     | Francisco Ginella      |
| 9  | Uruguay (bandiera)     | A     | Diego Rossi            |
| 10 | Messico (bandiera)     | A     | Carlos Vela (capitano) |
| 11 | Ecuador (bandiera)     | C     | José Cifuentes         |
| 12 | Ecuador (bandiera)     | D     | Diego Palacios         |
| 13 | Libia (bandiera)       | D     | Mohamed El Monir       |
| 14 | Canada (bandiera)      | C     | Mark-Anthony Kaye      |
| 15 | Stati Uniti (bandiera) | C     | Alejandro Guido        |
| 16 | Stati Uniti (bandiera) | A     | Danny Musovski         |

| N. |                        | Ruolo | Calciatore              |
| -- | ---------------------- | ----- | ----------------------- |
| 17 | Uruguay (bandiera)     | A     | Brian Rodríguez         |
| 18 | Stati Uniti (bandiera) | D     | Erik Dueñas             |
| 19 | Stati Uniti (bandiera) | C     | Bryce Duke              |
| 20 | Ecuador (bandiera)     | C     | Eduard Atuesta          |
| 21 | Stati Uniti (bandiera) | A     | Christian Torres        |
| 22 | Ghana (bandiera)       | A     | Kwadwo Opoku            |
| 23 | Messico (bandiera)     | P     | Pablo Sisniega          |
| 24 | Honduras (bandiera)    | A     | Andy Najar              |
| 25 | Stati Uniti (bandiera) | D     | Walker Zimmerman        |
| 26 | Stati Uniti (bandiera) | A     | Adrien Perez            |
| 28 | Stati Uniti (bandiera) | D     | Tony Leone              |
| 40 | Stati Uniti (bandiera) | P     | Phillip Ejimadu         |
| 43 | Stati Uniti (bandiera) | D     | Mark Segbers            |
| 66 | Inghilterra (bandiera) | A     | Bradley Wright-Phillips |
| 94 | Colombia (bandiera)    | D     | Jesús Murillo           |